# 小野健太郎
小野 健太郎（おの けんたろう、1978年6月20日 - ）は、日本の俳優、脚本家、演出家。劇団Studio Life所属。

## 経歴
宮城県仙台市出身。1997年に開催された第10回ジュノンスーパーボーイコンテストにて、応募総数10,563人の中から第4位を受賞。劇団Studio Lifeの5期生5人で立ち上げた演劇企画集団Jr.5（ジュニファイブ）のメンバーであり、Jr.5全作品の脚本・演出を務める。

## 人物
- 身長177cm。血液型はB型。
- 俳優としては、小劇場から商業演劇まであらゆるスタイルの演劇に出演してきた。
- 劇団Studio Life同期の姜暢雄、奥田努と共に劇団内外より“三馬鹿”と呼ばれ親しまれてる。
- 酒付き合いが非常に良く、演劇人の先輩方に可愛がられることも多い。

## 作風
人間の深い機微に触れ、現代社会を生きる庶民の姿をほろ苦くユーモアを持って描き、ストレスを抱えながらも頑張っている人が少しでも肩の力が抜け、救われた気持ちになれるような“弱者に寄り添う”作品を目指している。過去作品では「生活保護」「加害者家族」「若年性アルツハイマー」「東日本大震災」「孤独死」「医療問題」「コロナ禍」「シングルマザー」などをテーマにした公演を上演しており、演出は自身も過去出演した演劇企画集団THE・ガジラの作・演出家、鐘下辰男の影響を多大に受けている。

## 出演
演劇企画集団Jr.5の公演は脚本・演出・出演。

### 舞台

#### 演劇企画集団Jr.5
- 食卓の華
- 厚い雲に覆われた光
- 霞の中の少年
- 徒然アルツハイマー
- 明けない夜明け
- 灰になる
- 晴　のち
- 徒然アルツハイマー（再演）
- 硝子はオバサン
- 白が染まる
- ねじ廻る
- 明けない夜明け（再演）
- 世界、[1]

#### 劇団Studio Life
- トーマの心臓
- 訪問者
- 死の泉
- ブギトゥ・バグース
- SONS
- 月の子
- OZ～オズ～
- MOON CHILD～月の子～
- ドリアン・グレイの肖像
- メッシュ
- 白夜行　第1部
- 夏の夜の夢
- 孤児のミューズたち
- Romeo＆Juliet
- アドルフに告ぐ
- パサジェルカ

#### 外部公演
- abc★赤坂ボーイズキャバレーSpin Off「裏」（作・演出：堤泰之）
- 「GOODWILL…中野支店」（作・演出：御笠ノ忠次）
- 劇団クロックガールズ「トラブル万歳！」（作・演出：江頭美智留）
- ケイダッシュステージ「コントンクラブimage3」（作：堤泰之、本田誠人他、演出：本田誠人）
- 方南ぐみ企画公演ばったもん３番勝負其の壱「袋のねずみ」（作・演出：樫田正剛）
- 「ファンタジア」（脚本・演出：飯塚健）
- 青山劇場カウンシル・ピチチ5プロデュース「サボテンとバントライン」（脚本・演出：福原充則）
- ケイダッシュステージ「bambino.3＆＋」（作・演出：堤泰之）
- FREE(S)「UBAKURA」
- シン×クロ「心霊探偵八雲 魂のささやき」
- 私立だるまセブン「どんずまり…」（作・演出：樫田正剛）
- カニリカプロデュース「執事ホテル」
- 秋のクボマンフェスティバル第一弾「かうしてPrologue」
- リーディング「浅見光彦殺人事件」
- あんぽんたん企画「ザ銀の野暮天」
- Innocentsphere「リュケイオン」
- 劇団方南ぐみ「あたっくNO.１」
- Sleep「I see i」
- 七里ガ浜オールスターズ「はばかるな」
- 50cc「信号戦隊シグナルレンジャー」
- 明治座「三人吉三東青春」（作・演出：松村武）
- 演劇企画集団THE・ガジラ「あるいは友をつどいて」（作・演出：鐘下辰男）
- 演劇企画集団THE・ガジラ「ゴルゴン」（作・演出：鐘下辰男）
- 演劇企画集団THE・ガジラ「ヒカルヒト」（作・演出：鐘下辰男）
- 演劇企画集団THE・ガジラ「PW」（作・演出：鐘下辰男）
- 演劇企画集団THE・ガジラ「どん底」（作・演出：鐘下辰男）
- asianrib plus「また今度！」（作：陳弘洋／演出：うえもとしほ）
- オフィスコットーネ「さなぎの教室」（作・演出：松本哲也 [小松台東]）
- ピチチ5「サボテンとバントライン」（作・演出：福原充則）
- ONEOR8「そして母はキレイになった」（作・演出：田村孝裕）
- モダンスイマーズ「デンキ島」（作・演出：蓬莱竜太）
- PLAY/GROUND Creation「背信」（作：ハロルド・ピンター／演出：井上裕朗）
- 「帰郷」（作：ハロルド・ピンター／演出：小川絵梨子）
- 松本市芸術文化振興財団「ユビュ王」（作：アルフレッド・ジャリ／演出：小川絵梨子）
- オフィスコットーネ「サヨナフ」（作：大竹野正典／演出：松本祐子）
- 新国立劇場こつこつプロジェクト「テーバイ」（作：ソフォクレス／演出：船岩祐太）
- 龍昇企画「エレジー〜父の夢は舞う〜」（作：清水邦夫／演出：西沢栄治）
- summer house「CARNAGE」（作：ヤスミナ・レザ、演出：大澤遊）[2]

#### 外部脚本／演出
- Infinite produce「『ブラックジャックによろしく』によろしく。」

### 映画・TV
- 「毒姫とわたし」
- 「ここに、幸あり」
- 「太陽の季節」（TBS）
- 「Love&Peace」（NTV）
- 「青の時代」（TBS）
- 「L×I×V×E」（TBS）
- 「女教師」（ANB）
- 「ここはグリーン・ウッド〜青春男子寮日誌〜」(東京MX)